# المعتمدية (الغربية)
المعتمدية إحدى قرى مركز المحلة الكبرى التابع لمحافظة الغربية بجمهورية مصر العربية.

## التاريخ
قرية المعتمدية من القرى القديمة، حيث وردت باسم «المعتمديتين» في أعمال الغربية ضمن قرى الروك الصلاحي التي أحصاها ابن مماتي في كتاب قوانين الدواوين، كما وردت باسم «المعتمدية» في أعمال الغربية ضمن قرى الروك الناصري التي أحصاها ابن الجيعان في كتاب «التحفة السنية بأسماء البلاد المصرية». وردت باسم «المعتمدية» في التربيع العثماني الذي أجراه الوالي العثماني سليمان باشا الخادم في عصر السلطان العثماني سليمان القانوني ضمن قرى ولاية الغربية، وفي تاريخ 1228هـ/1813م الذي عدّ قرى مصر بعد المسح الذي قام به محمد علي باشا باسم «المعتمدية».

## التعليم
تصل نسبة الأمية في القرية إلى 45.22% بين من تجاوزوا العاشرة من عمرهم، بينما تصل نسبة من حصلوا على تعليم جامعي إلى 1.6% من جملة السكان.

## السكان
بلغ عدد سكان المعتمدية 22,026 نسمة حسب تقدير عام 2018.
| السنة  | 1882 | 1897 | 1907 | 1927 | 1947 | 1960 | 1976 | 1986   | 1996   | 2006   | 2018   |
| ------ | ---- | ---- | ---- | ---- | ---- | ---- | ---- | ------ | ------ | ------ | ------ |
| القرية | 1343 | 2000 | 2219 | 2810 | 3485 | 5301 | 8407 | 10,202 | 11,796 | 13,794 | 22,026 |